# Box2D
Box2D — вільний фізичний рушій реального часу призначений для роботи з двовимірними фізичними об'єктами. Розроблений Еріном Катто (англ. Erin Catto), написаний мовою програмування C++ і поширюється на умовах ліцензії zlib.
Відомий використанням у двовимірних комп'ютерних іграх, серед яких Angry Birds, Crayon Physics Deluxe, Rolando, Fantastic Contraption, Incredibots, Transformice, Color Infection та багато інших
Має порти на багато мов програмування та програмних середовищ, серед яких: Java, Adobe Flash (в ActionScript та мовах haXe), C#, JavaScript, D та Delphi. Присутнє зв'язування для використання відкомпільованої бібліотеки у Python та DarkBasic.